# Technomyrmex albomaculatus
Technomyrmex albomaculatus är en myrart som beskrevs av Vladimir Aphanasjevich Karavaiev 1926. Technomyrmex albomaculatus ingår i släktet Technomyrmex och familjen myror. Inga underarter finns listade i Catalogue of Life.